# Брус (национальный парк)
Национа́льный парк Брус (англ. Bruce Peninsula National Park, фр. Parc national de la Péninsule-Bruce) — национальный парк Канады, созданный в 1987 году на полуострове Брус в провинции Онтарио. Является ядром биосферного заповедника Niagara Escarpment и одним из крупнейших охраняемых районов в Южном Онтарио. 
Площадь парка равняется 154 км².

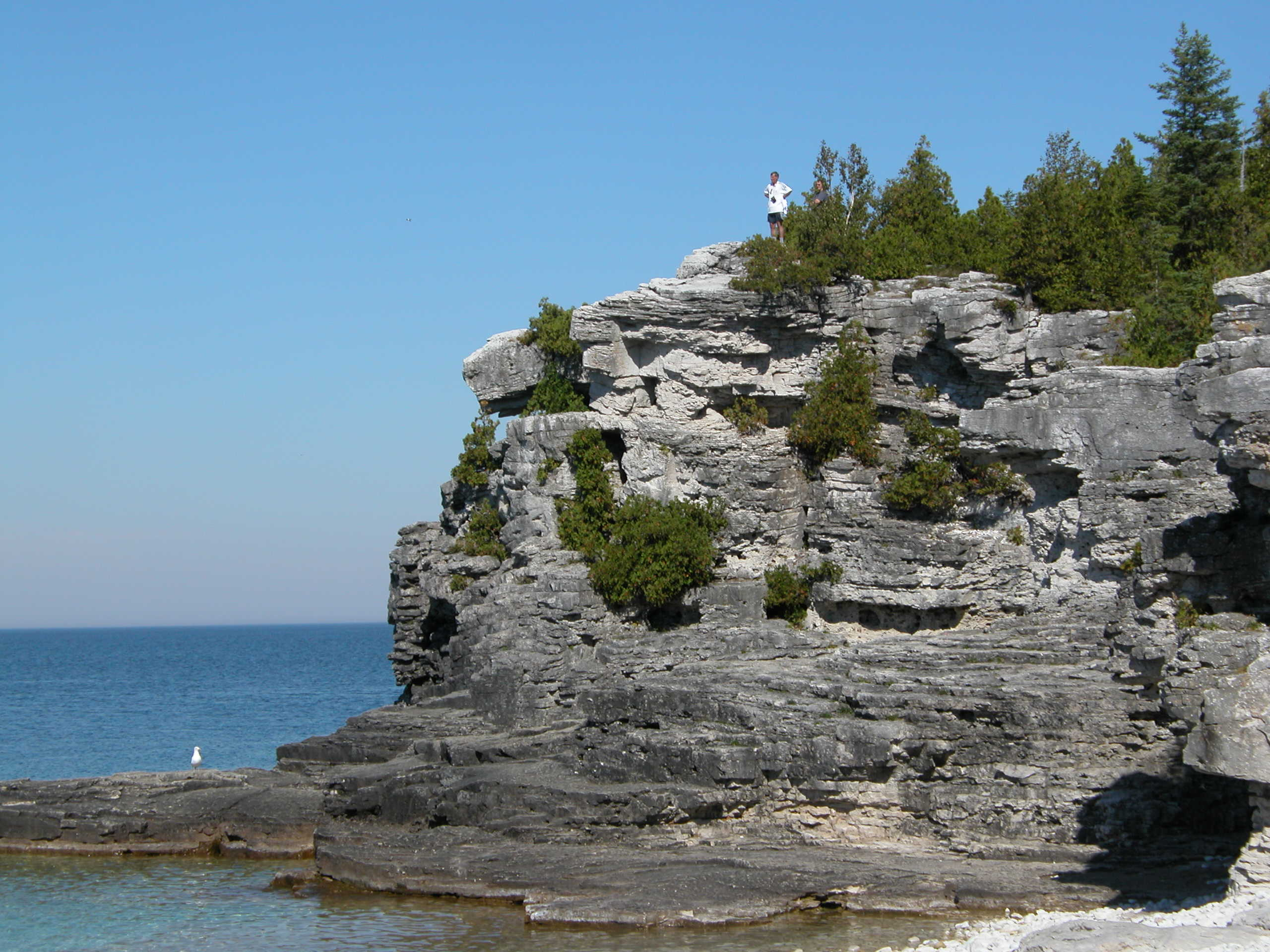
Ниагарский обрыв в национальном парке Брус

Брус — парк с различными ландшафтами: от альваров, бесплодных почв со скудной растительностью, до густых лесов. На территории есть несколько озёр. Парк располагает возможностями для пешего туризма, кемпинга, наблюдений за птицами и прочей рекреационной деятельности. Существуют туристические маршруты различной сложности.
Расположен рядом с национальным морским парком Фатом-Файв. Туристам часто предлагается посетить оба парка тандемом.

## Геология
400 миллионов лет назад местность была покрыта морем и была заселена кораллами и моллюсками. Предположительно она напоминала современный Большой Барьерный Риф. С уходом воды минералы стали заметно твёрже и превратились в доломиты. В районе Ниагарского водопада эрозия на верхнем уровне доломитов происходит намного медленнее, чем на нижних уровнях, формируя живописные обрывы, которыми и знаменита местность.

## Флора
В парке произрастает более 32 видов папоротников и 34 вида орхидеи, включая platanthera leucophaea, которая находится под угрозой исчезновения. Лесной покров парка включает такие виды, как туя западная, ель, пихта, берёза, тополь, клён и бук. Также в парке насчитывается множество видов полевых цветов, водорослей, мхов и лишайников.

## Фауна
На территории парка обитают многие виды диких животных. Среди них американский чёрный медведь (барибал), бурундук, дрозд-отшельник, цепочный карликовый гремучник.